# Gmina Stegna
Die Gmina Stegna ist eine Landgemeinde im Powiat Nowodworski der Woiwodschaft Pommern in Polen. Sie hat eine Fläche von 169,6 km², auf der 9713 Menschen leben (31. Dezember 2020). Ihr Sitz ist das gleichnamige Dorf (deutsch Steegen).

## Geografie

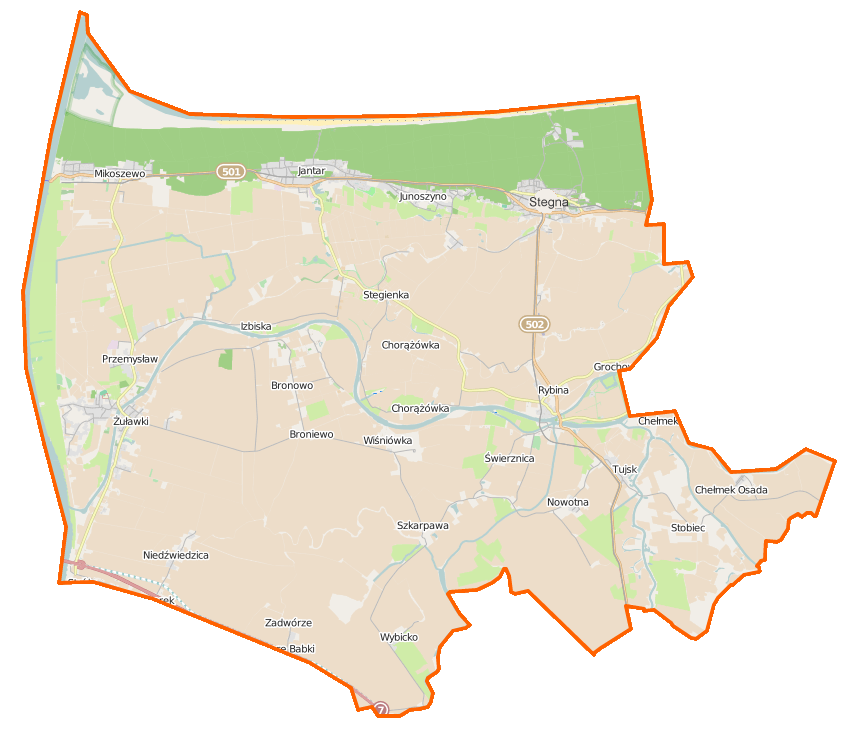
Karte der Landgemeinde

Die Landgemeinde liegt in Pommerellen im Gebiet des Żuławy Wiślane (Weichsel-Nogat-Delta). Stegna liegt rund 30 km östlich von Danzig und etwa 10 km nördlich von Nowy Dwór Gdański (Tiegenhof), dem Sitz des Powiats, an der Landesstraße 501 von Danzig über Krynica Morska (Kahlberg) nach Piaski (Neukrug). Die Westgrenze der Gmina wird durch die Stromweichsel bestimmt, die Nordgrenze durch die Ostsee. Der schmale Nordstreifen gehört zur Danziger Nehrung, das weitere Gemeindegebiet besteht aus dem Steegener Werder, der Scharpau und der alten Binnennehrung, die durch Landgewinnungsmaßnahmen zusammengewachsen sind. 72 Prozent der Fläche werden landwirtschaftlich genutzt, 10 % sind Wald.

## Geschichte
Bis zur Ersten Polnischen Teilung gehörte das Gemeindegebiet zur Stadt Danzig.   1773 kam Steegen zum Königreich Preußen und zur Provinz Westpreußen. Aufgrund der Bestimmungen des Versailler Vertrags kam das Gebiet nach dem Ersten Weltkrieg 1920 an die Freie Stadt Danzig.
Schon vor dem Überfall auf Polen wurde im benachbarten Stutthof das spätere Konzentrationslager Stutthof angelegt. Im Zweiten Weltkrieg fanden auf dem Gebiet der Gemeinde die letzten Kampfhandlungen statt. Stutthof wurde erst nach der Kapitulation durch die Rote Armee eingenommen und Westpreußen fiel in der Folge an Polen. Die ortsansässige Bevölkerung wurde vertrieben.
Von 1975 bis 1998 gehörte die Landgemeinde zur Woiwodschaft Elbing.

## Gemeindepartnerschaften
Die Gemeinde pflegt einen Freundschaftspakt (italienisch Patto di Amicizia) mit der Gemeinde Poppi (Italien).

## Gemeindegliederung

### Schulzenämter
Zur Landgemeinde Stegna gehören 25 Ortschaften mit jeweils einem Schulzenamt.
- Bronowo (Brunau)
- Chełmek (Hinterthor und Neulicht)
- Chełmek Osada (Holm)
- Chorążówka (Junkertroyl)
- Drewnica (Schönbaum)
- Dworek-Niedźwiedzica (Barenhof und Bärwalde)
- Głobica (Glabitsch)
- Izbiska (Freienhuben)
- Jantar (Pasewark)
- Jantar-Leśniczówka
- Junoszyno (Junkeracker)
- Mikoszewo (Nickelswalde)
- Nowotna
- Popowo (Poppau)
- Przemysław (Prinzlaff)
- Rybina (Fischerbabke)
- Stegienka (Steegnerwerder)
- Stegienka Osada
- Stegna (Steegen)
- Stobiec (Stobbendorf)
- Świerznica (Kalteherberge)
- Tujsk (Tiegenort)
- Wiśniówka (Küchwerder)
- Wybicko (Beiershorst)
- Żuławki (Fürstenwerder)

### Weitere Ortschaften
- Broniewo (Klein Brunau)
- Książęce Żuławy
- Niedźwiedziówka
- Stare Babki (Altebabke)
- Szkarpawa (Scharpau)

Leszkówki (Letzkauerweide) und Junkertroylhof bestehen nicht mehr als Wohnplätze.

## Sehenswürdigkeiten
Zu den zahlreichen denkmalgeschützten Sehenswürdigkeiten gehören Vorlaubenhäuser in Izbiska und Żuławki.

## Persönlichkeiten
- Claas Epp (1803–1881), Dorfschulze von Fürstenwerder, Gründer von zwei mennonitischen Kolonien im Russischen Reich
- Ernst Karbaum (1891–1940), Priester in Bärwalde, ermordet im KZ
- Otto Schmidt (1898–1962), Rechtsmediziner und Hochschullehrer
- Walter Hoeft (1906–1939; * in Fischerbabke), Priester, Opfer einer Massenhinrichtung
- Manfred Besser (1945–2020; * in Fürstenwerder), Künstler und Kurator.